# 聖公會李福慶中學
聖公會李福慶中學（英語：SKH Li Fook Hing Secondary School）為一所香港的津貼中學，位於港島柴灣翠灣邨，其前身可追溯至1965年創立之聖巴西流工業中學，於1996年遷入現址及更名。

## 歷史
學校前身為「聖巴西流實用中學」，於1961年籌建，1965年成立。除了三年制的實用初中課程，同時亦附設小學部。雖然原校亦是由商人、李佩材家族成員李福慶法政捐建，但最後以神學家聖巴西流主教冠名。
1980年，隨著最後一屆實用中學班級畢業，此校轉型為工藝科目佔比較低、且開設五年制香港中學會考課程的「工業中學」，而校名亦作出相應更改。其後，此校再於1992年起開設預科，轉為完全中學至今。
由於中、小學部需要共用同一座校舍，可用空間嚴重不足，聖巴西流中學於1996年遷入翠灣邨現址。由於獲李氏再次捐贈遷校費用，因此「聖巴西流工業中學」改為現名，並改以主流形式繼續辦學至今；至於小學部則留守原址，於2005年改名為「聖馬可小學」，惟因長年收生不足，已於2021年暑假殺校。
1998年，新校舍舉行揭幕典禮，由李福慶伉儷和時任香港聖公會教省主教長鄺廣傑大主教主持。

## 班級及課程
目前截至2020年為止，此校自中一至中六均各設3班，共有18班。
在高中選修科方面，可選科目包括生物、化學、物理、經濟、企會財、地理、數學延伸單元（二）、中國歷史、歷史、資訊及通訊科技、視覺藝術。除英文科外，所有科目（包括選修科）均以中文授課。

## 校政管理

### 校監
- 鄧慶年 先生（？年-1989年，兼任校長[10]）
- 鍾嘉樂 牧師（1989年-2014年；2002年起兼任真道書院校監）
- 盧健明 先生（2014年起，現任校監）

### 校長
- 郭熹良 牧師（1965年-約1970年代內，創校校長，已歿）
- 鄧慶年 先生（約1970年代內-1989年，後調任同系陳融中學創校校長）
- 陳萬蝠 先生（1989年-1997年）
- 潘梁學賢 女士（1997年-2000年）
- 戴德正 先生（2000年-2010年）
- 張翠儀 女士（2010年-2020年）
- 吳幼美 女士（2020年-2025年[11]，後調任至同系另一中學）
- 陳貞信 先生（2025年起，候任校長）

### 副校長

#### 身兼教務主任
- 陳萬蝠 先生（1965年-1989年，創校副校長暨教務主任）
- 甄枝雄 先生
- 楊明倫 博士
- 葉樹華 先生
- 韓汶珊 女士
- 劉端紅 女士

#### 身兼學生發展組主任
- 施婉儀 女士
- 姚濬哲 先生

## 校舍

### 柴灣道舊校舍
位於柴灣道71號的舊校舍佔地約4,000平方米，設有15間課室及少量特別室，而中、小學部需要佔用同一校舍。
此校於1996年遷往翠灣邨新校舍後，舊校舍相應由小學部（聖巴西流小學/聖馬可小學）全面接管。但是，隨著該校於2021年結束辦學，舊校舍將於日後拆卸重建，成為明華神學院新校、老人院及幼稚園。

### 現時校舍
現時的校舍位於翠灣邨內，為一座1988年版中學靈活式校舍，佔地6,950平方米，擴建後設有28間課室及各種特別室。除了校舍舊翼外，此校亦於2005-06年間加建新翼，並冠名為「李余喜愛樓」。
此校舍由日本五洋建設承建，於1995年動工，翌年落成啟用。現時校舍亦是區議會翠灣選區的指定票站。

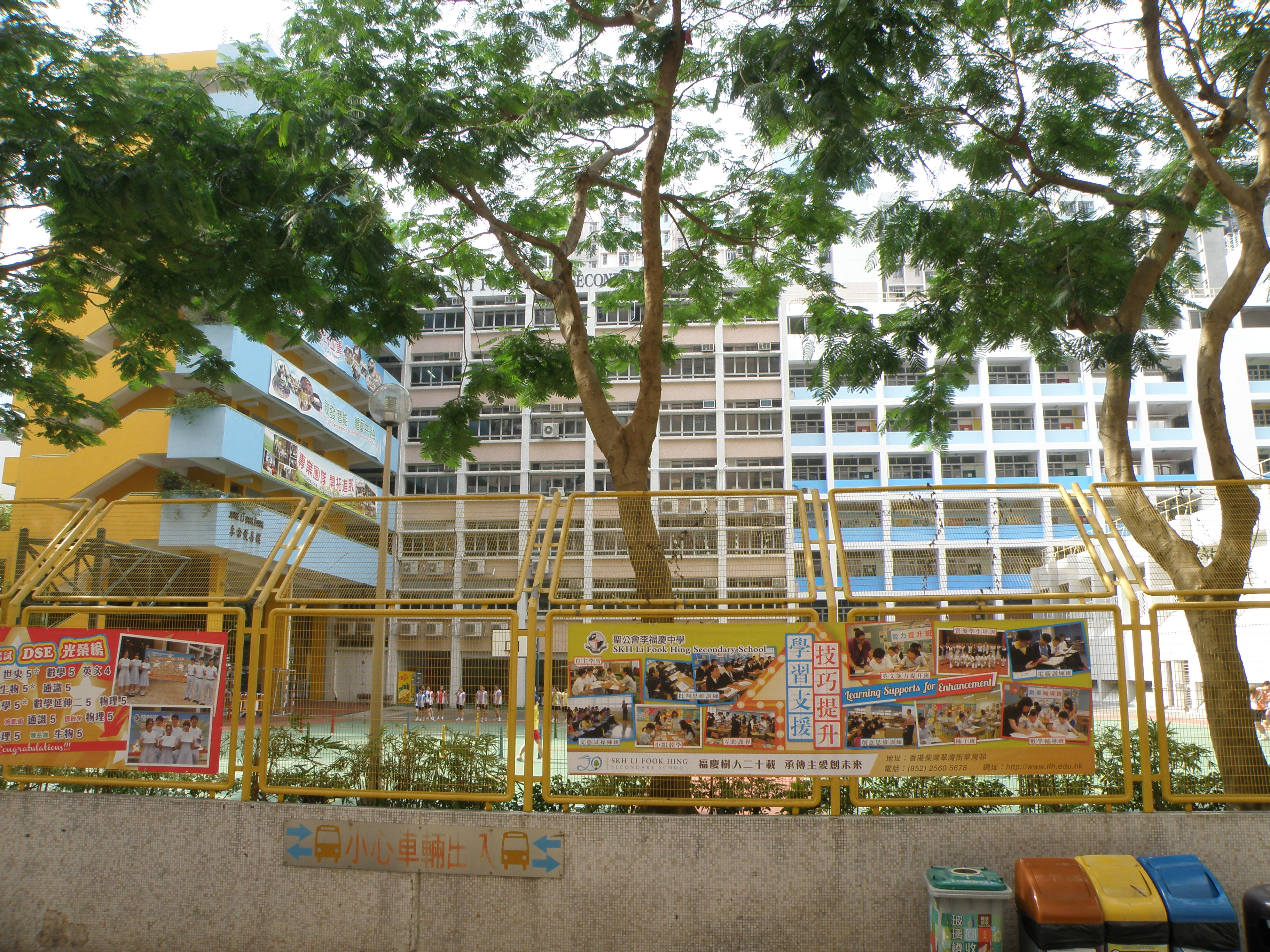
校舍東南面
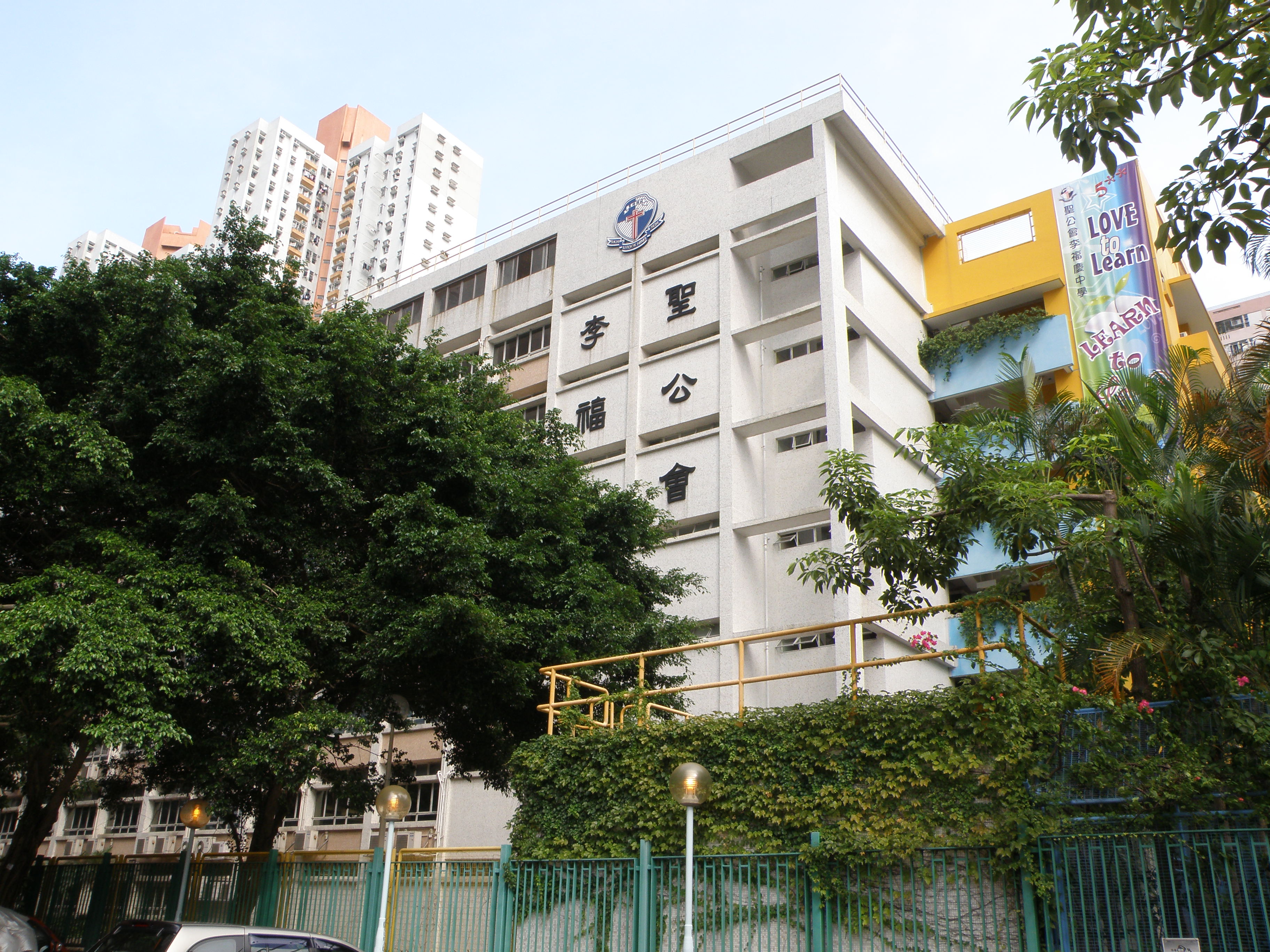
校舍西北面
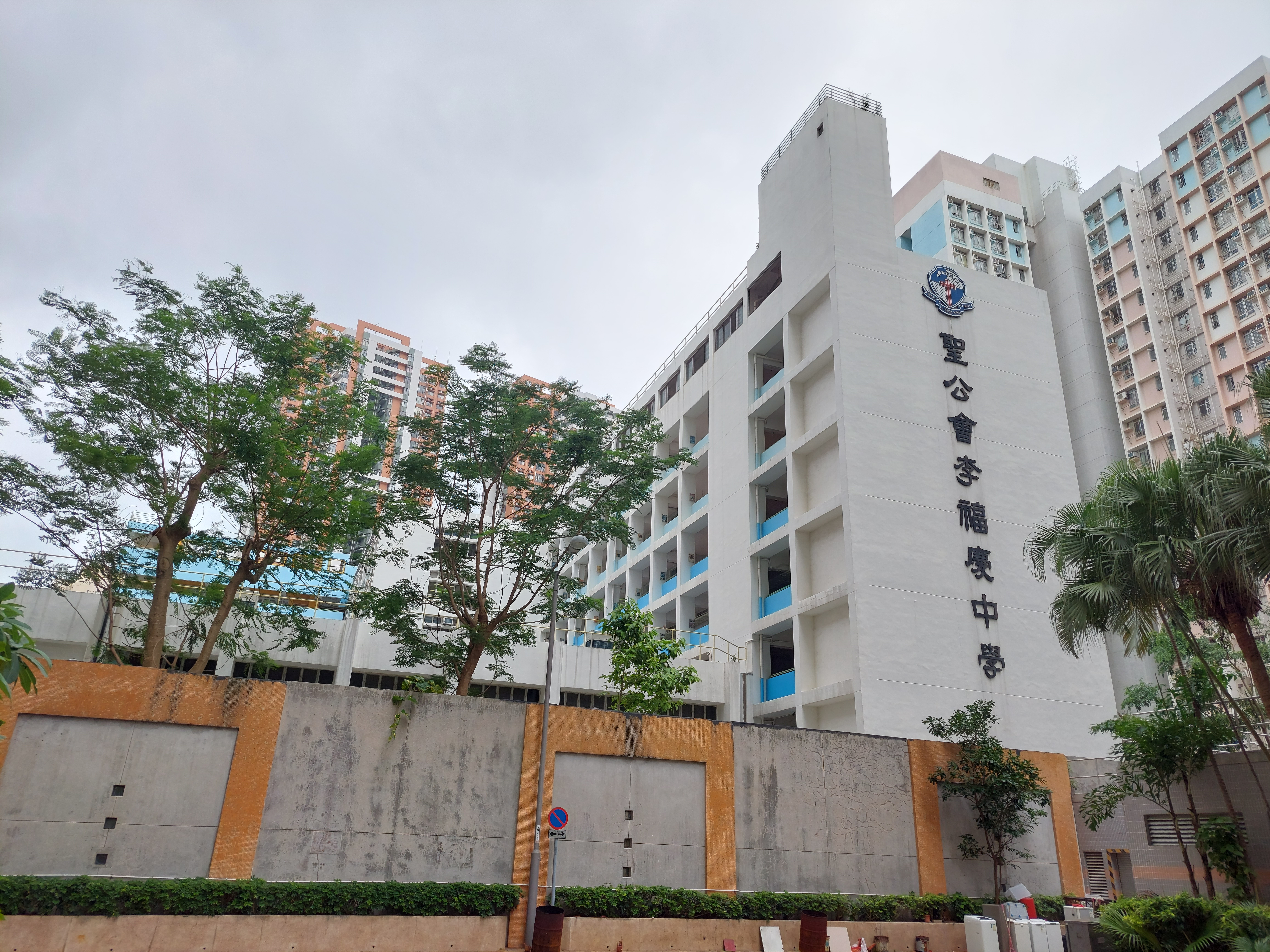
校舍東南面

## 外部連結
- 聖公會李福慶中學網站 （页面存档备份，存于）